# Сюй Цзін
Сюй Цзін  (кит.: 徐 晶, 6 вересня 1990) — китайська лучниця, олімпійська медалістка.

## Виступи на Олімпіадах
| Олімпіада   | Дисципліна | Місце |
| ----------- | ---------- | ----- |
| Лондон 2012 | особисті   | 17T   |
| Лондон 2012 | командні   | 2     |

## Зовнішні посилання
- Досьє на sport.references.com

1. ↑  http://www.olympic.org/archery-team-fita-olympic-round-70m-women
2. ↑  http://www.nature.com/srep/2014/140717/srep05714/fig_tab/srep05714_F1.html
3. ↑  http://www.bbc.co.uk/sport/olympics/2012/athletes/2f51e337-0d43-4714-9942-313b298a15c3